# Pilentum

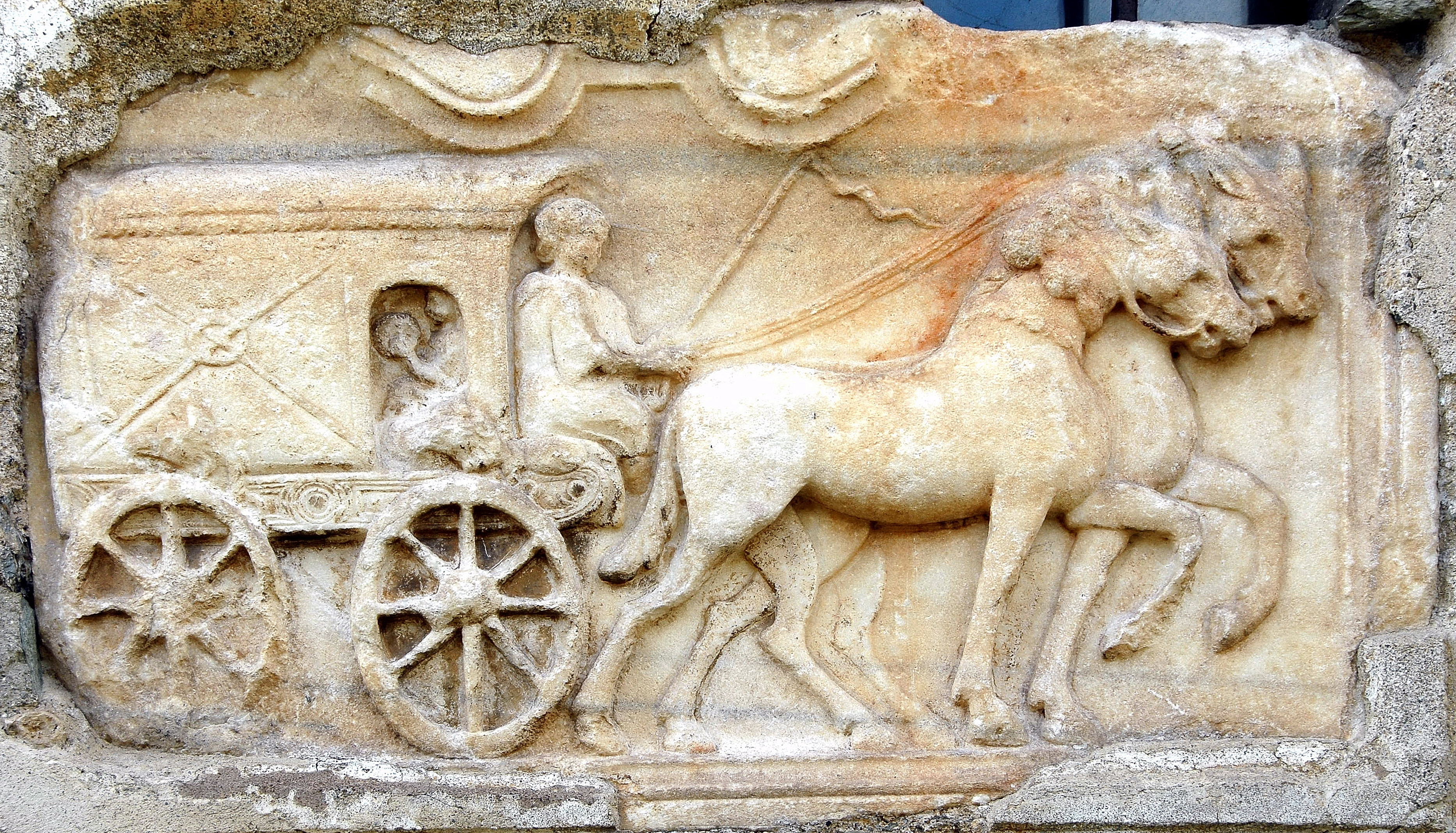
Pilentum z podróżnymi (relief z rzymskiego nagrobka w Virunum)

Pilentum – rodzaj italskiego wozu podróżnego używanego przez Rzymian w okresie republiki i cesarstwa. 
Był to kryty pojazd czterokołowy, dwu- albo czterokonny. Konstrukcja powstała na bazie plaustrum, złożona z drewnianej płyty umieszczonej na osiach kół. Pierwotnie używany jako wóz w trakcie obrzędów religijnych, następnie przez osoby dostojne (flaminów, westalki i matrony); w późniejszym czasie wykorzystywany głównie przez kobiety jako pojazd podróżny i spacerowy. Pod względem pochodzenia i roli podobny do carpentum.